# Altpreußische Monatsschrift
L'Altpreussische Monatsschrift est la revue de l'Association pour l'histoire de la province de Prusse (plus tard : Prusse-Orientale et Occidentale) et de la Société royale allemande de Königsberg. Il paraît de 1864 à 1923.

## Histoire
La revue Altpreußische Monatsschrift est fondée à Königsberg en 1863 par Rudolf Reicke (de) et Ernst Wichert en 1863 à Königsberg, avec l'ajout de Der neue Preußischen Provinzialblätter 4. Folge, à partir de 1864. Elle paraît à partir de 1864. Au cours des décennies précédentes, les Preußische Provinzialblätter (Vaterländisches Archiv für Wissenschaft, Kunst, Industrie und Architektur) ont été publiées à Königsberg. Les quatre premiers années sont publiées avec le titre Altpreußische Monatsschrift zur Spiegelung des provinziellen Lebens in Literatur, Kunst, Wissenschaft und Industrie. Elle est publiée par Königsberger Verlag Thomas & Oppermann.
Avec la 59e année (= 125e année des Provinzialblätter) 1922/23, la revue mensuelle Altpreußische Monatsschrift cesse de paraître. Les Altpreußische Forschungen sont publiées en tant que suite. Ce changement a lieu dans le cadre de la transformation de la Société d'histoire en Commission historique pour la recherche d'État de la Prusse Orientale et Occidentale. Le double comptage des années parfois utilisé résulte de l'addition des volumes des Preußische Provinzialblätter ou de leurs suites.

## Contenu
Le sujet de l'Altpreussische Monatsschrift est la culture régionale et l'histoire des anciennes provinces prussiennes, en particulier sous le règne de l'ordre teutonique.
Les auteurs importants sont Emil Julius Hugo Steffenhagen, Max Toeppen, Ernst Strehlke (de) et l'historien Max Perlbach (de).

## Altpreußische Bibliographie
De 1864 à 1890 et à nouveau à partir de 1896/97, l'Altpreußische Monatsschrift contient la Altpreußische Bibliographie, qui est publiée en tant que supplément de 1891 à 1895.

## Nouvelles éditions
- Altpreußische Monatsschrift, 475 Mikrofiches. Harald Fischer Verlag, Erlangen 1991,  (ISBN 3-89131-039-0).